# Moal
Moal (oficialmente y en asturiano, Mual) es una aldea del concejo asturiano de Cangas del Narcea, en España.
La localidad dista 19 kilómetros de la villa de Cangas del Narcea, capital municipal. Pertenece a la parroquia de Vega de Rengos, junto con Cruces, Moncó, Rengos, San Martino, Los Eiros y Vega. Su altitud sobre el nivel del mar es de 610 metros.
En el año 2017 tenía 101 personas empadronadas y se divide en cuatro barrios: El Cascarín, El Chamazu, El Fuexu y El Corralín, que se extienden a lo largo del valle del río Muniellos, cuyas aguas riegan sus prados y huertas. Tiene una capilla bajo la advocación de San Juliano, cuya festividad se celebra el primer fin de semana de septiembre.
La principal actividad económica fue durante la segunda mitad del siglo XX la minería del carbón de antracita, junto con la agricultura y la ganadería. La reconversión minera que se ha llevado a efecto en los últimos años, ha reducido sensiblemente la mano de obra y la población, si bien el enclave privilegiado en que se encuentra, puerta de entrada a la reserva natural integral de Muniellos, ha favorecido un incremento del turismo rural, con la consiguiente apertura de varias casas de aldea.
El 3 de septiembre de 2018 fue elegido pueblo ejemplar de Asturias.